# Nati nel 1969/Febbraio
| Questa pagina contiene informazioni ricavate automaticamente dalle voci biografiche con l'ausilio del template Bio e di un bot. L'aggiornamento è periodico e automatico e ricostruisce completamente la pagina. Se manca una persona in questa lista, sei pregato di non aggiungerla, ma accertati piuttosto che la sua voce biografica contenga il template Bio e che i dati anagrafici siano correttamente compilati. Se il template Bio manca, inseriscilo tu stesso o, in alternativa, metti l'avviso {{tmp\|Bio}} che ne segnala la mancanza. Se i dati riportati sono sbagliati, correggi direttamente la voce biografica; le modifiche saranno visibili in questa lista entro pochi giorni. Per chiarimenti vedi il progetto biografie. La lista contiene solo le 324 persone che sono citate nell'enciclopedia e per le quali è stato implementato correttamente il template Bio. Pagina aggiornata al 26 lug 2025. |

- 1º febbraio - Gabriel Batistuta, ex calciatore argentino
- 1º febbraio - Walter Bond, ex cestista statunitense
- 1º febbraio - Ola Fløene, copilota di rally norvegese
- 1º febbraio - Catia Fonseca, conduttrice televisiva brasiliana
- 1º febbraio - Ulrike Frank, attrice, cantante e modella tedesca
- 1º febbraio - Bahman Ghobadi, regista, sceneggiatore e produttore cinematografico iraniano
- 1º febbraio - Mark Giacheri, ex rugbista a 15 e allenatore di rugby a 15 australiano
- 1º febbraio - Marco Giandebiaggi, allenatore di calcio e ex calciatore italiano
- 1º febbraio - Toine Heijmans, scrittore olandese
- 1º febbraio - Brian Krause, attore statunitense
- 1º febbraio - Joshua Redman, sassofonista e compositore statunitense
- 1º febbraio - Dolores Redondo, scrittrice spagnola
- 1º febbraio - Christophe Saioni, allenatore di sci alpino e ex sciatore alpino francese
- 1º febbraio - Nino Salukvadze, ex tiratrice a segno georgiana
- 1º febbraio - Damian Smith, ex rugbista a 15 australiano
- 1º febbraio - Patrick Wilson, batterista statunitense
- 2 febbraio - Dana International, cantante israeliana
- 2 febbraio - Sophie-Louise Dann, cantante e attrice britannica
- 2 febbraio - Markus Eberle, allenatore di sci alpino e ex sciatore alpino austriaco
- 2 febbraio - Gošo Ginčev, ex calciatore bulgaro
- 2 febbraio - Valerij Karpin, allenatore di calcio e ex calciatore sovietico
- 2 febbraio - Mike Kennedy, politico statunitense
- 2 febbraio - Knut Kircher, ex arbitro di calcio tedesco
- 2 febbraio - Kurt Mørkøre, allenatore di calcio e ex calciatore faroese
- 2 febbraio - Kelly Morrison, politica statunitense
- 2 febbraio - Dambisa Moyo, economista e scrittrice zambiana
- 2 febbraio - Elmar Mutschlechner, ex biatleta italiano
- 2 febbraio - Luigi Pelazza, personaggio televisivo italiano
- 2 febbraio - Mirco Ruggiero, ex bobbista italiano
- 2 febbraio - Igor' Šalimov, allenatore di calcio e ex calciatore russo
- 3 febbraio - Beau Biden, politico, avvocato e militare statunitense († 2015)
- 3 febbraio - Andrew Form, produttore cinematografico statunitense
- 3 febbraio - Retief Goosen, golfista sudafricano
- 3 febbraio - Kōji Maeda, allenatore di calcio e ex calciatore giapponese
- 3 febbraio - John McDermott, allenatore di calcio e ex calciatore inglese
- 3 febbraio - Robert Pack, ex cestista e allenatore di pallacanestro statunitense
- 3 febbraio - Shane Rangi, attore e stuntman neozelandese
- 3 febbraio - John Spence, cantante statunitense († 1987)
- 3 febbraio - Milton Welsh, attore e doppiatore tedesco
- 3 febbraio - Rudy Zerbi, personaggio televisivo, conduttore radiofonico e produttore discografico italiano
- 4 febbraio - Nickie Aiken, politica britannica
- 4 febbraio - Andrea Bianchi, allenatore di calcio e ex calciatore italiano
- 4 febbraio - Lileko Bonzali, ex cestista della Repubblica Democratica del Congo
- 4 febbraio - Ilaria Caprioglio, politica, ex modella e saggista italiana
- 4 febbraio - Natal'ja Chodakova, ex cestista russa
- 4 febbraio - Nicolai Dunger, cantante e compositore svedese
- 4 febbraio - Augusto Fornari, attore italiano
- 4 febbraio - Sven Erik Kristiansen, cantautore e musicista norvegese
- 4 febbraio - Brandy Ledford, attrice e modella statunitense
- 4 febbraio - Claudia Michelsen, attrice tedesca
- 4 febbraio - Johnny Mølby, allenatore di calcio e ex calciatore danese
- 4 febbraio - Reinhard Neuner, ex biatleta e ex fondista austriaco
- 4 febbraio - Cesare Romano, giurista italiano
- 4 febbraio - Matthew Yates, ex mezzofondista britannico
- 5 febbraio - Fortunato Arena, carabiniere italiano († 1992)
- 5 febbraio - Alessandra Bencini, politica italiana
- 5 febbraio - Bobby Brown, cantautore, rapper e ballerino statunitense
- 5 febbraio - Tony Dobson, ex calciatore inglese
- 5 febbraio - Billy Dodds, allenatore di calcio e ex calciatore scozzese
- 5 febbraio - Edmond Dosti, ex calciatore albanese
- 5 febbraio - Doug Gilbert, wrestler statunitense
- 5 febbraio - Andy Hinchcliffe, ex calciatore inglese
- 5 febbraio - Hidenobu Kiuchi, doppiatore giapponese
- 5 febbraio - Gaylon Nickerson, ex cestista statunitense
- 5 febbraio - Wim Opbrouck, attore belga
- 5 febbraio - Marco Podeschi, politico sammarinese
- 5 febbraio - Derek Stephen Prince, attore e doppiatore statunitense
- 5 febbraio - Michael Sheen, attore britannico
- 6 febbraio - Scott Amendola, batterista statunitense
- 6 febbraio - Massimo Busacca, ex arbitro di calcio svizzero
- 6 febbraio - Geert Chatrou, musicista olandese
- 6 febbraio - Angelo Citracca, dirigente sportivo e ex ciclista su strada italiano
- 6 febbraio - Riccardo Dei Rossi, ex canottiere italiano
- 6 febbraio - Masaharu Fukuyama, cantautore e produttore discografico giapponese
- 6 febbraio - Daniel Lind Lagerlöf, regista svedese († 2011)
- 6 febbraio - Jerome Harmon, ex cestista statunitense
- 6 febbraio - David Hayter, attore, doppiatore e sceneggiatore statunitense
- 6 febbraio - Gabriela Mróz, ex cestista polacca
- 6 febbraio - Tim Sherwood, allenatore di calcio e ex calciatore inglese
- 6 febbraio - Shūta Sonoda, ex calciatore giapponese
- 6 febbraio - Jacques Stas, ex cestista, allenatore di pallacanestro e dirigente sportivo belga
- 6 febbraio - Alessandra Todde, politica italiana
- 6 febbraio - Takeshi Yonezawa, ex calciatore giapponese
- 7 febbraio - Fernando Cáceres, ex calciatore argentino
- 7 febbraio - Jean-Michel Ferri, ex calciatore francese
- 7 febbraio - Omar Hamenad, allenatore di calcio e ex calciatore algerino
- 7 febbraio - Matthias Hinze, attore e doppiatore tedesco († 2007)
- 7 febbraio - Viktor Majgurov, dirigente sportivo e ex biatleta russo
- 7 febbraio - Ben Mezrich, scrittore statunitense
- 7 febbraio - Porntip Nakhirunkanok, modella thailandese
- 7 febbraio - David Notoane, allenatore di calcio sudafricano
- 7 febbraio - Maurizio Rinino, ex calciatore italiano
- 7 febbraio - Fiona Robinson, ex cestista e pallamanista australiana
- 7 febbraio - Melissa Soligo, giocatrice di curling canadese
- 7 febbraio - Takeshi Urakami, ex calciatore giapponese
- 8 febbraio - Tom Bennett, ex calciatore scozzese
- 8 febbraio - Hugo Brizuela, ex calciatore paraguaiano
- 8 febbraio - Marco Cravero, chitarrista italiano
- 8 febbraio - Adrien Duvillard, ex sciatore alpino francese
- 8 febbraio - Eiji Gaya, ex calciatore giapponese
- 8 febbraio - Satsuki Igarashi, fumettista giapponese
- 8 febbraio - Kim Myong-nam, ex sollevatore nordcoreano
- 8 febbraio - Mary Robinette Kowal, scrittrice statunitense
- 8 febbraio - Mary McCormack, attrice statunitense
- 8 febbraio - An Nakahara, fumettista giapponese
- 8 febbraio - Andrea Orlando, politico italiano
- 8 febbraio - Marco Villa, dirigente sportivo, ex pistard e ciclista su strada italiano
- 8 febbraio - Karl Wiedergott, attore e doppiatore tedesco
- 8 febbraio - Verena Wolf, ex pallamanista italiana
- 9 febbraio - Patricia Benavides, avvocata peruviana
- 9 febbraio - Susy Del Giudice, attrice italiana
- 9 febbraio - Bert Dietz, ex ciclista su strada tedesco
- 9 febbraio - Mirayda García, ex schermitrice cubana
- 9 febbraio - Tom Scharpling, comico, doppiatore e sceneggiatore statunitense
- 9 febbraio - Alberto Hernández, ex giocatore di baseball cubano
- 9 febbraio - Todd Lyght, ex giocatore di football americano statunitense
- 9 febbraio - Billy Morrison, chitarrista britannico
- 9 febbraio - Jimmy Smith, ex giocatore di football americano statunitense
- 9 febbraio - Pavel Tonkov, ex ciclista su strada russo
- 9 febbraio - José Vera, allenatore di calcio, dirigente sportivo e ex calciatore venezuelano
- 9 febbraio - Angelo Weiss, allenatore di sci alpino e ex sciatore alpino italiano
- 10 febbraio - Filomena Albano, magistrato italiano
- 10 febbraio - Damian Bryl, vescovo cattolico polacco
- 10 febbraio - Nixon Carcelén, ex calciatore ecuadoriano
- 10 febbraio - Laurie Dhue, giornalista statunitense
- 10 febbraio - Marco Girondino, attore italiano
- 10 febbraio - Emad Hashim, ex calciatore iracheno
- 10 febbraio - Jostein Haugen, ex sciatore alpino norvegese
- 10 febbraio - Bart Leysen, dirigente sportivo e ex ciclista su strada belga
- 10 febbraio - Guillermo Silva, ex giocatore di calcio a 5 paraguaiano
- 10 febbraio - James Small, rugbista a 15 sudafricano († 2019)
- 10 febbraio - Sandra Studer, conduttrice televisiva e cantante svizzera
- 10 febbraio - Francesco Troccoli, scrittore italiano
- 11 febbraio - Jennifer Aniston, attrice e produttrice cinematografica statunitense
- 11 febbraio - Hannu-Pekka Björkman, attore, doppiatore e regista finlandese
- 11 febbraio - Aghvan Grigoryan, sollevatore armeno
- 11 febbraio - Yoshiyuki Hasegawa, ex calciatore giapponese
- 11 febbraio - Andreas Hilfiker, allenatore di calcio e ex calciatore svizzero
- 11 febbraio - Fabrice Josso, attore e doppiatore francese
- 11 febbraio - Vincenzo Montalbano, allenatore di calcio e ex calciatore italiano
- 11 febbraio - Takeshi Obata, fumettista e character designer giapponese
- 11 febbraio - John Salako, allenatore di calcio e ex calciatore nigeriano
- 11 febbraio - Abdelhafid Tasfaout, ex calciatore e ex giocatore di calcio a 5 algerino
- 11 febbraio - Dino Toso, ingegnere italiano († 2008)
- 12 febbraio - Darren Aronofsky, regista, sceneggiatore e produttore cinematografico statunitense
- 12 febbraio - Steve Backley, ex giavellottista britannico
- 12 febbraio - Mark Burke, ex calciatore inglese
- 12 febbraio - Carlos Cerutti, cestista argentino († 1990)
- 12 febbraio - Andy Cowell, manager e ingegnere britannico
- 12 febbraio - Jean-Pierre Cyprien, ex calciatore francese
- 12 febbraio - Anneli Drecker, cantante e attrice norvegese
- 12 febbraio - Hong Myung-bo, allenatore di calcio e ex calciatore sudcoreano
- 12 febbraio - Meja, cantante svedese
- 12 febbraio - Joe Prunty, allenatore di pallacanestro statunitense
- 12 febbraio - Byron Stroud, bassista canadese
- 13 febbraio - Adalberto Manuel Silva Ribeiro, ex calciatore portoghese
- 13 febbraio - Dževad Alihodžić, ex cestista bosniaco
- 13 febbraio - JB Blanc, attore, doppiatore e direttore del doppiaggio francese
- 13 febbraio - Andrew Bryniarski, attore e culturista statunitense
- 13 febbraio - Joyce DiDonato, mezzosoprano statunitense
- 13 febbraio - Dritan Leli, politico albanese
- 13 febbraio - Michael McDonald, ex cestista statunitense
- 13 febbraio - Angus McKeen, ex rugbista a 15 irlandese
- 13 febbraio - Francesco Moneti, musicista italiano
- 13 febbraio - Kate Pace, ex sciatrice alpina canadese
- 13 febbraio - Joe Phillips, grafico e disegnatore statunitense
- 13 febbraio - Pedro Suárez-Vértiz, chitarrista, cantante e compositore peruviano († 2023)
- 13 febbraio - Rudi Vata, procuratore sportivo, allenatore di calcio e ex calciatore albanese
- 13 febbraio - Chong Yee-Voon, scrittrice malese
- 13 febbraio - Niko Čeko, ex calciatore croato
- 14 febbraio - Olivier Allinéi, ex cestista francese
- 14 febbraio - Adriana Behar, ex giocatrice di beach volley brasiliana
- 14 febbraio - Stefano Di Battista, sassofonista italiano
- 14 febbraio - Wilson Fernando Kuhn Minucci, ex cestista brasiliano
- 14 febbraio - David Holmes, disc jockey, musicista e compositore britannico
- 14 febbraio - Andoni Lakabeg, ex calciatore spagnolo
- 14 febbraio - Elio Maran, giocatore di curling italiano
- 14 febbraio - Marianna Morandi, attrice italiana
- 14 febbraio - Tang Jiuhong, ex giocatrice di badminton cinese
- 14 febbraio - Shana Zadrick, supermodella statunitense
- 14 febbraio - Damir Čerkić, ex calciatore jugoslavo
- 15 febbraio - Mario Acevedo, ex calciatore guatemalteco
- 15 febbraio - Ahlam, cantante bahreinita
- 15 febbraio - Anja Andersen, ex pallamanista e allenatrice di pallamano danese
- 15 febbraio - Roberto Balado, pugile cubano († 1994)
- 15 febbraio - Edgar Bennett, ex giocatore di football americano statunitense
- 15 febbraio - Juan Carlos Burbano, ex calciatore ecuadoriano
- 15 febbraio - Ian Hunter, ex rugbista a 15 e dirigente d'azienda britannico
- 15 febbraio - Sergio Martínez, ex calciatore uruguaiano
- 15 febbraio - Eddy Seigneur, dirigente sportivo e ex ciclista su strada francese
- 15 febbraio - Horst Siegl, allenatore di calcio e ex calciatore ceco
- 15 febbraio - Fulvio Valbusa, ex fondista italiano
- 15 febbraio - Birdman, rapper, produttore discografico e imprenditore statunitense
- 16 febbraio - Fermín Cacho, ex mezzofondista spagnolo
- 16 febbraio - Gangrel, wrestler statunitense
- 16 febbraio - Jurijs Hudjakovs, ex calciatore lettone
- 16 febbraio - Anne Igartiburu, conduttrice televisiva spagnola
- 16 febbraio - Roman Kutuzov, generale russo († 2022)
- 16 febbraio - Dimas Teixeira, ex calciatore portoghese
- 17 febbraio - Sergio Berti, ex calciatore argentino
- 17 febbraio - Diego Brambilla, ex judoka italiano
- 17 febbraio - Chimediin Saikhanbileg, politico mongolo
- 17 febbraio - David Douillet, ex judoka e politico francese
- 17 febbraio - Niklas Eriksson, ex hockeista su ghiaccio svedese
- 17 febbraio - Levon Kirkland, ex giocatore di football americano statunitense
- 17 febbraio - David Klingler, ex giocatore di football americano statunitense
- 17 febbraio - Tuesday Knight, attrice e cantante statunitense
- 17 febbraio - Răzvan Lucescu, allenatore di calcio e ex calciatore rumeno
- 17 febbraio - Željko Mavrović, ex pugile e imprenditore croato
- 17 febbraio - Ivan Meneghetti, ex hockeista su ghiaccio italiano
- 17 febbraio - Stephen Mirrione, montatore statunitense
- 17 febbraio - Jon Randall, cantautore e produttore discografico statunitense
- 17 febbraio - Dorothee Schneider, cavallerizza tedesca
- 17 febbraio - Tony Underwood, ex rugbista a 15 e aviatore britannico
- 17 febbraio - Marzena Wysocka, ex discobola polacca
- 18 febbraio - Bianca Maria D'Amato, attrice italiana
- 18 febbraio - Massimo Fantoni, chitarrista, arrangiatore e compositore italiano
- 18 febbraio - Jeanette Hain, attrice tedesca
- 18 febbraio - Tomaž Humar, alpinista sloveno († 2009)
- 18 febbraio - Aleksandr Mogil'nyj, ex hockeista su ghiaccio sovietico
- 18 febbraio - Christopher Sieber, attore statunitense
- 18 febbraio - Sun Nan, cantante cinese
- 19 febbraio - Burton C. Bell, musicista statunitense
- 19 febbraio - Marlon Maxey, ex cestista statunitense
- 19 febbraio - Stefano Nava, allenatore di calcio, commentatore televisivo e ex calciatore italiano
- 19 febbraio - Julie Su, avvocata e politica statunitense
- 20 febbraio - Tommy Vardell, ex giocatore di football americano statunitense
- 20 febbraio - Jason Blum, produttore cinematografico statunitense
- 20 febbraio - Víctor de Carvalho, ex cestista e allenatore di pallacanestro angolano
- 20 febbraio - Piergiorgio Cortelazzo, politico italiano
- 20 febbraio - Gedo, wrestler giapponese
- 20 febbraio - Kjell Ove Hauge, ex pesista e discobolo norvegese
- 20 febbraio - Mohammad Khakpour, allenatore di calcio e ex calciatore iraniano
- 20 febbraio - Siniša Mihajlović, calciatore e allenatore di calcio serbo († 2022)
- 20 febbraio - Giacomo Stucchi, politico italiano
- 20 febbraio - Danis Tanović, regista, sceneggiatore e politico bosniaco
- 21 febbraio - Frode Bekk, allenatore di calcio e ex calciatore norvegese
- 21 febbraio - James Dean Bradfield, cantante e chitarrista britannico
- 21 febbraio - Chu Hui, ex cestista cinese
- 21 febbraio - Ignacio Conte, ex calciatore spagnolo
- 21 febbraio - Aunjanue Ellis, attrice statunitense
- 21 febbraio - Kaj Eskelinen, ex calciatore svedese
- 21 febbraio - Petra Kronberger, ex sciatrice alpina austriaca
- 21 febbraio - Marco Lillo, giornalista e saggista italiano
- 21 febbraio - Federico Marchetti, imprenditore italiano
- 21 febbraio - Alexander Marent, ex fondista austriaco
- 21 febbraio - Tony Meola, allenatore di calcio e ex calciatore statunitense
- 21 febbraio - Cathy Richardson, cantante statunitense
- 21 febbraio - Kjetil Sælen, ex arbitro di calcio norvegese
- 21 febbraio - Lukas Túdor, ex calciatore cileno
- 22 febbraio - Mark Chmura, ex giocatore di football americano statunitense
- 22 febbraio - Joaquín Cortés, ballerino spagnolo
- 22 febbraio - Shaka Hislop, ex calciatore trinidadiano
- 22 febbraio - Shawn Jefferson, ex giocatore di football americano e allenatore di football americano statunitense
- 22 febbraio - Alexander Koch, ex schermidore tedesco
- 22 febbraio - Brian Laudrup, ex calciatore danese
- 22 febbraio - Claudio Mancini, politico italiano
- 22 febbraio - Stefania Maurizi, giornalista italiana
- 22 febbraio - Joakim Svalberg, tastierista svedese
- 22 febbraio - Marc Wilmots, dirigente sportivo, allenatore di calcio e ex calciatore belga
- 23 febbraio - Bhagyashree, attrice indiana
- 23 febbraio - Juan Escarré, ex hockeista su prato e allenatore di hockey su prato spagnolo
- 23 febbraio - Mike Flynn, ex calciatore inglese
- 23 febbraio - Yūji Hirayama, arrampicatore giapponese
- 23 febbraio - Thomas Jane, attore e regista statunitense
- 23 febbraio - Enrico Laghi, economista, funzionario e dirigente d'azienda italiano
- 23 febbraio - Chris Reifert, batterista statunitense
- 23 febbraio - Marc Wauters, dirigente sportivo e ex ciclista su strada belga
- 23 febbraio - Brian Welsh, ex calciatore scozzese
- 24 febbraio - Andrea Castrignano, designer, conduttore televisivo e blogger italiano
- 24 febbraio - Noemi Di Segni, italiana
- 24 febbraio - Barbara Folchitto, attrice italiana
- 24 febbraio - Stefan Steinweg, ex pistard tedesco
- 24 febbraio - Paul Young, pilota motociclistico australiano
- 25 febbraio - Étienne de Crécy, disc jockey e produttore discografico francese
- 25 febbraio - Fabio Delizzos, scrittore italiano
- 25 febbraio - Nadia Ginetti, politica italiana
- 25 febbraio - Suzanne Heywood, dirigente d'azienda britannica
- 25 febbraio - Donald Hodge, ex cestista statunitense
- 25 febbraio - Andrew Miller, attore, scrittore e regista canadese
- 25 febbraio - Johan Roux, ex rugbista a 15 sudafricano
- 25 febbraio - Michael Spiteri, ex calciatore maltese
- 25 febbraio - Paul Trimboli, ex calciatore e ex giocatore di calcio a 5 australiano
- 25 febbraio - Leonard van Utrecht, ex calciatore olandese
- 25 febbraio - Neslihan Yeldan, attrice turca
- 25 febbraio - Harry Zech, ex calciatore liechtensteinese
- 26 febbraio - Steve Agee, attore, comico e musicista statunitense
- 26 febbraio - Christine Auten, doppiatrice statunitense
- 26 febbraio - Eric Elwood, ex rugbista a 15, allenatore di rugby a 15 e dirigente sportivo irlandese
- 26 febbraio - Ander Garitano, allenatore di calcio e ex calciatore spagnolo
- 26 febbraio - Henrik Lundgaard, pilota di rally e pilota automobilistico danese
- 26 febbraio - Assane N'Diaye, ex cestista senegalese
- 26 febbraio - Yaku Pérez, politico e attivista ecuadoriano
- 26 febbraio - Gabriel Randrianantenaina, vescovo cattolico malgascio
- 26 febbraio - Hitoshi Sakimoto, compositore giapponese
- 26 febbraio - Wang Dan, attivista cinese
- 26 febbraio - James Wearmouth, ex calciatore anglo-verginiano
- 26 febbraio - Chris Willis, cantante statunitense
- 27 febbraio - Celeste Brancato, attrice italiana († 2009)
- 27 febbraio - Matilde Brandi, ballerina, showgirl e conduttrice televisiva italiana
- 27 febbraio - Eleonora Cantamessa, medico italiano († 2013)
- 27 febbraio - Luca Garavoglia, imprenditore italiano
- 27 febbraio - J.D. Jackson, allenatore di pallacanestro e ex cestista canadese
- 27 febbraio - Dirk Konerding, ex calciatore tedesco
- 27 febbraio - Toshiyuki Kuroiwa, ex pattinatore di velocità su ghiaccio giapponese
- 27 febbraio - Fernando Kuyumchoglu, ex calciatore argentino
- 27 febbraio - Gareth Llewellyn, rugbista a 15 gallese
- 27 febbraio - Stuart MacBride, scrittore britannico
- 27 febbraio - José Antonio Meade Kuribreña, politico e economista messicano
- 27 febbraio - Luke Messer, politico statunitense
- 27 febbraio - Robert Molenaar, allenatore di calcio e ex calciatore olandese
- 27 febbraio - Oliver Schäfer, allenatore di calcio e ex calciatore tedesco
- 27 febbraio - John Peter Sloan, insegnante, comico e cabarettista inglese († 2020)
- 27 febbraio - Jürgen Sommer, ex calciatore statunitense
- 28 febbraio - Greta Bonetti, doppiatrice italiana
- 28 febbraio - Sean Farrell, ex calciatore inglese
- 28 febbraio - Elisa Fiorillo, cantante statunitense
- 28 febbraio - Eva Glawischnig-Piesczek, politica austriaca
- 28 febbraio - Han Jinming, ex calciatore cinese
- 28 febbraio - Robert Sean Leonard, attore statunitense
- 28 febbraio - Poppy Miller, attrice britannica
- 28 febbraio - Pat Monahan, cantante, attore e compositore statunitense
- 28 febbraio - Fabio Nebuloni, ex pentatleta italiano
- 28 febbraio - U. Srinivas, mandolinista e compositore indiano († 2014)